# Ultimate Chicken Horse
Ultimate Chicken Horse é um jogo eletrônico competitivo de plataforma e multijogador desenvolvido e publicado pela desenvolvedora canadense Clever Endeavor Games. Foi lançado para Windows em 4 de março de 2016, PlayStation 4 e Xbox One em dezembro de 2017 e Nintendo Switch em 25 de setembro de 2018.

## Jogabilidade
Em Ultimate Chicken Horse, os jogadores assumem o papel dos um de vários animais disponíveis como galinha, ovelha, cavalo, entre outros. O objetivo do jogo é marcar pontos construindo uma plataforma que torne possível alcançar a bandeira do outro lado do nível. Os jogadores adicionam obstáculos  para desafiar seus oponentes, além de garantir que eles mesmos possam lidar com suas próprias armadilhas. Os pontos são concedidos a cada rodada por várias conquistas, como alcançar o objetivo primeiro ou construir uma armadilha bem-sucedida. O vencedor da partida é o jogador que atingir um número definido de pontos ou tiver mais pontos após um número definido de rodadas.